# Villikkalanjärvi
Villikkalanjärvi är en sjö i Finland. Den ligger i kommunen Orimattila i landskapet Päijänne-Tavastland, i den södra delen av landet, 90 km nordost om huvudstaden Helsingfors. Villikkalanjärvi ligger 39,8 meter över havet. Den är 8,92 meter djup. Arean är 7,17 kvadratkilometer och strandlinjen är 14,01 kilometer lång. Sjön  ingår i Forsby å huvudavrinningsområde.   Den sträcker sig 3,3 kilometer i nord-sydlig riktning, och 4,0 kilometer i öst-västlig riktning.
I övrigt finns följande i Villikkalanjärvi:
- Taavilansaaret (en ö)

Följande samhällen ligger vid Villikkalanjärvi:
- Artsjö (1 536 invånare)